# Guarita (São João de Areias)
Guarita é uma aldeia portuguesa da freguesia de São João de Areias, Município de Santa Comba Dão, no Distrito de Viseu.

## Património
- Solar dos Serpas: Francisco de Serpa Saraiva (1781-1850), 1.º Barão de São João de Areias; Manuel de Serpa Machado (1784-1858), académico e deputado; Bernardo de Serpa Machado (1787-1832), juiz; Manuel de Serpa Pimentel (1818-1910), 2.º Barão de São João de Areias.